# Lycée franco-hellénique Eugène-Delacroix
Pour les articles homonymes, voir LFH.
Le Lycée franco-hellénique Eugène-Delacroix (LFHED) (appellation du lycée en grec moderne : Ελληνογαλλική Σχολή Ευγένιος Ντελακρουά qui se traduit en français : École gréco-française Eugène-Delacroix) est un établissement scolaire situé à Agía Paraskeví, dans la banlieue nord-est d’Athènes, en Grèce.
L’établissement s'inscrit dans la continuité de l'école Collaros, fonctionnant auprès de l’Institut français d’Athènes (IFA). Il ouvre officiellement ses portes en 1981 après des travaux de construction commencés en 1978 sur un terrain mis à disposition par l’État grec. Sa création résulte de la volonté politique et de l’accord des chefs d’État grec et français, Constantin Caramanlis et Valéry Giscard d’Estaing, en 1974. En 1986, un accord international est passé entre les gouvernements des deux pays, créant le lycée franco-hellénique comme école étrangère. Le décret correspondant est publié au journal officiel de la République française en juillet 1990.
Le lycée franco-hellénique présente une filière française (école maternelle et élémentaire, collège, lycée) et une filière grecque (collège, lycée) qui offrent des enseignements conformes respectivement aux directives des ministères de l’Éducation français et grec. L’établissement, qui fait partie du réseau de l’Agence pour l’enseignement français à l’étranger (AEFE),, prend, en 2008, le nom de Lycée franco-hellénique Eugène-Delacroix en l’honneur du peintre français Eugène Delacroix (1798-1863), qui soutint l’indépendance de la Grèce par son œuvre. La capacité d'accueil du lycée est de 1 370 élèves pour la section française et de 450 élèves dans la section hellénique. Le lycée dispense les formations générales E.S., L et S mais aussi les sections internationales dont la section britannique.

Eugène Delacroix, La Grèce sur les ruines de Missolonghi (1826, musée des Beaux-Arts de Bordeaux).

Depuis le 25 septembre 2015, le lycée a un audioblog géré par les élèves. Le lycée a fêté ses trente-cinq années en 2016.

## Historique des chefs d'établissement
- Damien Ganier, depuis 2019, angliciste, auparavant proviseur du Lycée naval de Brest
- Brigitte Renn (2015-2019), germaniste, auparavant proviseur du Lycée français Marie-Curie de Zurich
- Bernard Luyckx (2011-2015), historien de formation, ancien proviseur du Lycée français de Copenhague
- Jamil Maleyran (2008-2011), auparavant proviseur du Lycée français du Caire puis au Lycée français de Tananarive[9]
- Ivan Delbarre, (2001-2008), économiste, ancien proviseur de la Cité scolaire internationale de Lyon et du Lycée international de Ferney-Voltaire[10]
- Michel Lanos (1998-2001),
- Bernard Ségalen (1995-1998), ancien professeur de lettres et de français langue étrangère (en Allemagne), ensuite proviseur notamment du lycée Chateaubriand de Rome[11]